# 平下大越
平下大越（たいら しもおおごえ）は、福島県いわき市の大字である。郵便番号は970-0102。

## 地理
いわき市中央部の平地区に属し、地区内東部の太平洋沿岸に位置する。北で平下神谷、南で平藤間、平下高久、西で平菅波、平上大越とそれぞれ隣接する。概ね町村制施行以前の磐前郡下大越村の流れを汲む地域であり、二級水系夏井川最下流右岸部に位置する。川沿いの平地は水田が広がり集落が点在し、南西側には山林が広がる。内郷御厩町に所在するいわき中央警察署及び平字正内町に所在する平消防署がそれぞれ管轄にあたる。

### 主な字
字
- 細田
- 山ノ神
- 柳葉
- 北萱野
- 北横手

- 清水
- 高畑
- 南横手
- 正慶
- 川和久

- 大麦畑
- 堀川
- 根廻
- 中ノ町
- 屋貸内

- 根岸
- 南作
- 石田
- 岸前
- 中北

## 河川
- 夏井川
  - 藤間川
    - 高畑川
- 愛谷江筋

## 歴史
- 1879年1月27日 - 幕府領下大越村が福島県内における郡区町村制の施行により磐前郡の村となる[4]。
- 1889年4月1日 - 町村制の施行により下大越村が山崎村、菅波村、荒田目村、上大越村、藤間村と合併し、磐前郡夏井村が発足する。旧下大越村域は夏井村の大字となる[4]。
- 1896年4月1日 - 磐前郡と周辺郡との合併により石城郡が発足し、石城郡夏井村となる[4]。
- 1954年10月1日 - 夏井村が平市と合併し、平市の大字となる[4]。
- 1966年10月1日 - 平市が磐城市・常磐市・内郷市・勿来市、石城郡小川町・遠野町・四倉町・川前村・田人村・好間村・三和村、双葉郡久之浜町・大久村と合併しいわき市となり、いわき市平地区の大字となる[4]。

## 世帯数と人口
2023年10月31日現在の世帯数と人口は以下の通りである。
| 大字     | 世帯数  | 人口  |
| -------- | ------- | ----- |
| 平下大越 | 166世帯 | 478人 |

## 小・中学校の学区
市立小・中学校に通う場合、学区は以下の通りとなる。
| 番地 | 小学校               | 中学校               |
| ---- | -------------------- | -------------------- |
| 全域 | いわき市立夏井小学校 | いわき市立藤間中学校 |

## 交通

### 道路
- 福島県道15号小名浜四倉線
- 福島県道382号豊間四倉線
  - 磐城舞子橋

### バス
新常磐交通路線バス
- （いわき駅方面） - 新田入口 - 細田 - かんぽの宿いわき - （西原方面）
  - いわき駅～夏井～西原

## 施設
- 夏井川サイクリング公園
- 新舞子浜公園
- 真言宗安祥院
- 観音堂
- 白山神社